# Мансфельди
Мансфельди (пол. Mansfeldy) — село в Польщі, у гміні Ілово-Осада Дзялдовського повіту Вармінсько-Мазурського воєводства.
У 1975-1998 роках село належало до Цехановського воєводства.